# Рабинович, Александр Евгеньевич
Алекса́ндр Евге́ньевич Рабино́вич (Алекс Рабинович, англ. Alexander Rabinowitch) (род. 30 августа 1934, Лондон) — американский историк, советолог, специалист по истории России. Считается крупнейшим из ныне живущих западных специалистов по революции 1917 года в России. Профессор Индианского университета (Блумингтон, США).

## Биография
Вырос и получил образование в США, куда его семья переехала в 1938 году. Его отец, биохимик Евгений Исаакович Рабинович, родился в Санкт-Петербурге в 1898 году, эмигрировал вскоре после Гражданской войны. Мать — актриса Анна Дмитриевна Рабинович (сценический псевдоним Морозова, урождённая Меерсон; 1900, Одесса — 1976, Массачусетс). Внук одного из основателей советской фтизиатрии Дария Львовича Меерсона. Родители привили Александру интерес к российской культуре и истории, что в дальнейшем обусловило круг его интересов.
Вырос в среде русских эмигрантов в Америке, в том числе известных людей: Набокова, Георгия Вернадского, Михаила Карповича, Бориса Николаевского и Керенского, у которого Рабинович ещё ребёнком брал интервью.
Он стал одним из первых западных ученых, кто смог переосмыслить суть и значение Октябрьской революции, отказавшись от официального, консервативного, упрощенного взгляда на октябрьские события 1917 года в России, как на вооруженный переворот, он начал исследовать российско-советскую историю с деидеологизированной точки зрения.
Образцом качественного исследования называл его книгу «Большевики у власти» историк Владлен Логинов.

## Основные труды
- The Bolsheviks in Power: The First Year of Soviet Rule in Petrograd by Alexander Rabinowitch (Hardcover — Sep 30, 2007) (англ.)
- The Bolsheviks Come To Power: The Revolution of 1917 in Petrograd by Alexander Rabinowitch (Hardcover — Jun 1, 2004) (англ.)
- Prelude to Revolution (A Midland Book, Mb 661) by Alexander Rabinowitch (Paperback — Aug 1, 1991) (англ.)
- Russia in the Era of NEP (Indiana-Michigan Series in Russian and Eastern European Studies) by Sheila Fitzpatrick, Alexander Rabinowitch, and Richard Stites (Paperback — Sep 1, 1991) (англ.)
- Prelude to Revolution The Petrograd Bolsheviks and the July 1917 Uprising by Alexander Rabinowitch and 6 Illustrations 1 Map (Hardcover — 1968) (англ.)
- The Soviet Union Since Stalin by Stephen F. and Rabinowitch, Alexander and Sharlet, Robert Cohen (Paperback — 1980) (англ.)
- Politics and society in Petrograd, 1917—1920: The bolsheviks, the lower classes, and Soviet power, Petrograd, February 1917 — July 1918 by Alexander Rabinowitch (Unknown Binding — 1993) (англ.)

### Переводы на русский язык
- Рабинович А. Е. Большевики приходят к власти: Революция 1917 года в Петрограде = The Bolsheviks Come To Power: The Revolution of 1917 in Petrograd / Общ. ред. и послесл. Г. З. Иоффе. — М.: Прогресс, 1989. — 416 с. — 100 000 экз. — ISBN 5-01-002279-6.
- Рабинович А. Е. Кровавые дни. Июльское восстание 1917 года в Петрограде = Prelude to Revolution. — М., 1992.
- Рабинович А. Е. Большевики у власти. Первый год советской эпохи в Петрограде = The Bolsheviks in Power: The First Year of Soviet Rule in Petrograd / Пер. с англ. И. С. Давидян. — М.: АИРО-XXI, Новый хронограф, 2008. — 624 с. — ISBN 978-5-91022-072-4, ISBN 978-5-94881-051-5.